# Novaki Lipnički
Novaki Lipnički is een plaats in de gemeente Ribnik in de Kroatische provincie Karlovac. De plaats telt 27 inwoners (2001).